# Fatherland
Fatherland (en español: Patria o Secta) es un telefilme de 1994 dirigido por Christopher Menaul y protagonizada por Rutger Hauer y Miranda Richardson. Está basado en la novela Patria de Robert Harris, un escritor especializado en la era nazi que se imaginó en ella un hipotético mundo alternativo futuro, en la que la Alemania nazi ganó la Segunda Guerra Mundial y se ha convertido por ello en una potencia mundial.

## Argumento
Es el año 1964. Es un mundo alternativo, los alemanes ganaron la Segunda Guerra Mundial, casi toda Europa queda dentro del imperio nazi de Germania, pero una interminable guerra de guerrillas en los Montes Urales compromete la estabilidad del Gran Reich. Ahora Hitler intenta pactar una alianza formal con el presidente de los EE. UU. Joseph P Kennedy para hacer frente a los rusos rebeldes. Mientras tanto, un detective de las SS: Xavier "Xavi" March, y una periodista estadounidense: Charlotte "Charlie" McGuire empiezan a investigar toda una serie de asesinatos de nazis de alto rango, que están ocurriendo: Joseph Buhler, quien es encontrado supuestamente ahogado por suicidio, Walther Stuckart, encontrado en su apartamento muerto a disparos, mientras la Gestapo busca a Franz Luther, acusado teóricamente de contrabando de obras de arte propiedad del estado.
Xavi se convence de que hay algo turbio detrás de todo e investigando en los archivos del Reich encuentra vagas referencias de la conferencia de Wansee, a la que habían asistido Buhler, Stuckart y Luther, pero también el dato claro que todos los que asistieron a la conferencia fueron asesinados, salvo Luther, y le dice a Charlie que se marche a casa; Luther ya había sondeado a Charlie para que intentara entrevistar a Stuckart, cuando ella deja a Xavi, él la encuentra en un tren y le pide ayuda para refugiarse en Estados Unidos junto a su amante, la actriz retirada Anna von Hagen, pero las SS irrumpen en la estación con órdenes de arrestarlo, Luther, armado, dispara a mansalva, pero muere tiroteado por las SS, Xavi encuentra a Charlie y la lleva al aeropuerto.
Tras ver que la esposa de Luther es detenida por la Gestapo, Charlie se presenta con Anna von Hagen como enviada de la embajada estadounidense, la actriz, después de hacer ciertos comentarios antisemitas, revela finalmente que el supuesto reasentamiento judío en Europa del Este era una ficción para encubrir su exterminio junto al de los gitanos y los discapacitados físicos y mentales, ella le entrega a Charlie un portafolio con fotos y órdenes originales que confirman todo.
Finalmente descubren así el holocausto judío, el secreto mejor guardado del Tercer Reich. Los asesinados estaban involucrados en todo ello y fueron por ello eliminados por los dirigentes nazis a través de la Gestapo, para encubrirlo ante los estadounidenses y garantizar así que no hubiese ninguna amenaza en el plan de Hitler de tener a los estadounidenses como aliados contra los rusos. 
Horrorizados respecto a los que descubren, ambos deciden sacarlo a la luz entregando para ello todas las pruebas al respecto a los estadounidenses, Xavi advierte a Charlie que se lo haga llegar a Kennedy y luego se marche, él sabe lo que podría pasarle a su familia e intenta sacar junto a él a su hijo Phili, pero su propio hijo, tras años de lavado de cerebro en las HJ, lo denuncia a la Gestapo por teléfono, el general Globus, jefe de la policía secreta, acompañado de dos agentes, llega para matarlo, Xavi mata a uno de ellos no sin ser antes herido mortalmente por el agente.
Llega el momento del encuentro y Charlie, con ayuda de otro periodista estadounidense logra llegar hasta su embajador antes que la Gestapo pudiera alcanzarla, el dignatario pasa los documentos a Kennedy, tras examinarlos y ver el espantoso secreto del Reich, rechaza el encuentro con Hitler sin siquiera bajarse de su limusina, y regresa a su país. March, al borde de la muerte por el disparo, llama a su hijo y le dice que no es responsable de nada, y que piense por sí mismo, mientras Charlotte se deja capturar por la Gestapo.
El epílogo muestra que el hijo de March, ya adulto, relataba la historia, con todo lo que ocurrió después que se destapara el gran crimen, es decir, la inevitable caída del Reich.

## Reparto
| Actor              | Personaje      |
| ------------------ | -------------- |
| Rutger Hauer       | March          |
| Miranda Richardson | Charlie        |
| Peter Vaughan      | Nebe           |
| Michael Kitchen    | Jaeger         |
| Jean Marsh         | Anna Von Hagen |
| John Woodvine      | Luther         |
| John Shrapnel      | General Globus |

## Producción
La novela Patria fue comprada por Mike Nichols por un millón de dólares, con la intención de producir una obra cinematográfica. Sin embargo ninguno de los estudios de Hollywood estaban interesados en hacerlo y por ello la producción se redujo a una película de televisión para HBO.
Para hacer posible esa Alemania alternativa, los realizadores se basaron en los correspondientes planos reales de Albert Speer al respecto, el arquitecto y secretario de armamento favorito de Hitler que hizo planes de construir unos esplendorosos edificios que vemos correspondientemente en la película.

## Recepción
Hoy en día el telefilme ha sido valorado por portales de información en el Internet y por la crítica profesional. En IMDb, con 6.000 votos registrados al respecto, esta obra cinematográfica obtiene en el portal una media ponderada de 6,4 sobre 10. En Rotten Tomatoes, los críticos, 6 en total, le dan una valoración de 5,4 de 10. La mitad de ellas califican la película como fresca, mientras que las más de 1.000 valoraciones de usuarios del portal le dan al filme una valoración media de 3,4 de 5. De ellas el 52% también consideran el filme como "fresco".